# 小行星5248
小行星5248（5248 Scardia）是一颗围绕太阳公转的小行星。1983年4月6日，亨利·德波鸿诺、喬瓦尼·德·桑蒂斯在拉西拉天文台发现了此天体。
这颗小行星的绝对星等为212.94507等。